# 124. pehotni polk (Italija)
124. pehotni polk Chieti (izvirno italijansko 124º Reggimento fanteria) je bil pehotni polk Kraljeve italijanske kopenske vojske.

## Zgodovina
Med prvo svetovno vojno je bil polk nastanjen na soški fronti.